# هيلين ريفيس
هيلين ريفيس (بالإنجليزية: Helen Reeves)‏ هي كاياكيرة بريطانية، ولدت في 6 سبتمبر 1980 في نوتنغهام في المملكة المتحدة.

## وصلات خارجية
- هيلين ريفيس على موقع أوليمبيديا (الإنجليزية)
- هيلين ريفيس على موقع اللجنة الأولمبية البريطانية (الإنجليزية)